# 瀬川章
瀬川 章 (せがわ あきら、1955年（昭和30年）1月22日 - ) は、日本の実業家。藤田観光株式会社代表取締役社長を経て、同社会長。名誉唎酒師酒匠。

## 人物・経歴
北海道出身。1977年北海道大学法学部卒業、日本興業銀行（現みずほ銀行）入行。営業第十一部長、営業第十二部長、企業第三部長、営業第三部長、営業第五部長を歴任し、2005年執行役員名古屋営業部長。2008年常務執行役員営業担当役員。2010年理事、DOWAホールディングス常勤監査役。
2011年DOWAホールディングス取締役。2012年藤田観光執行役員副社長。2013年から藤田観光代表取締役社長を務め、箱根小涌園再開発などを進めた。2019年藤田観光会長。第12回名誉唎酒師酒匠任命。